# KR Возничего
KR Возничего (лат. KR Aurigae) — двойная новоподобная катаклизмическая переменная звезда (NL) в созвездии Возничего на расстоянии (вычисленном из значения параллакса) приблизительно 1424 световых лет (около 437 парсеков) от Солнца. Видимая звёздная величина звезды — от менее +17,6m до +11,3m. Орбитальный период — около 3,9071 часов.

## Характеристики
Первый компонент — аккрецирующий белый карлик спектрального класса pec(e). Масса — около 0,7 солнечных.
Второй компонент — красный карлик спектрального класса M. Масса — около 0,48 солнечных.